# Alfredo Tena Garduño
Alfredo Tena Garduño (21 de novembre de 1956) és un exfutbolista mexicà.
Va formar part de l'equip mexicà a la Copa del Món de 1978. El 2012 fou nomenat entrenador assistent de Javier Aguirre Onaindía al RCD Espanyol.